# Olavskirken ruin
Olavskirken ruin eller Skeidi kirke er ruinerne efter en stenkirke fra før 1150 i Bamble kommune i Telemark fylke i Norge. Kirken har sandsynligvis været ca. fire meter længere end ruinerne antyder, og var i så fald Telemarks største stenkirke i ældre tid. Den havde en række usædvanlige bygningstræk, bl.a. lektorium og et eget rum for jordiske værdier, som i dag kaldes «Mariakapellet».
Helt til 1738 omfattede Skeidi Sogn Sannidal, Skåtøy, Kragerø og Bamble. Sandsynligvis var kirken hovedkirke i Grenland, en slags «fylkeskirke», og havde dermed højest status af alle kirkerne i området.